# Будинок пастора (Луцьк)
Будинок пастора — будинок початку XX століття, пам'ятка архітектури.

## Історія
Будинок був споруджений у 1927 році біля лютеранської кірхи у Луцьку, для проживання пастора.
З початком другої світової війни німецькі колоністи були виселені з Волині. В їхньому храмі радянська влада розмістила сховище документів архіву, а в будинку пастора — адміністрацію цієї установи та читальний зал.

## Сучасний стан
1991 року розпочалася реставрація кірхи й з 1994 року її використовують як Дім Євангелія громада євангельських християн-баптистів.
Тому в Будинку пастора наразі знаходиться німецька лютеранська церква як духовний заклад «Храм Христа Спасителя».
Також в колишньому будинку пастора діє німецьке товариство.